# Manuel Bonilla
Manuel Bonilla Chirinos (ur. 7 czerwca 1849, zm. 21 marca 1913) – honduraski generał i działacz polityczny Partii Narodowej.
W okresie 1883–1891 przebywał poza krajem. Był wiceprezydentem w latach 1895-1899, sprawował również urząd ministra wojny. W 1902 wystartował w wyborach prezydenckich. Zwyciężył w nich Juan Ángel Arias, generał zorganizował jednak przewrót i przejął urząd prezydenta w dniu 13 kwietnia 1903 (był nim do 25 lutego 1907) oraz dyktatorską władzę w kraju. W 1907 prezydent Nikaragui Jose Santos Zelaya dokonał w Hondurasie militarnej interwencji. Bonilla został obalony, powrócił jednak na stanowisko prezydenta w dniu 1 lutego 1912. Drugą kadencję prezydencką przerwała mu śmierć.